# CoDominium
La saga CoDominio es una serie de novelas de historia futurista escrita por Jerry Pournelle.

## La serie CoDominio
| Título                               | Fecha de publicación | Autor                           | Género    | Saga              |
| ------------------------------------ | -------------------- | ------------------------------- | --------- | ----------------- |
| A Spaceship for the King             | 1973                 | J.E. Pournelle                  | novela    | Moties series     |
| He Fell into a Dark Hole             | 1973                 | J.E. Pournelle                  | cuento    |                   |
| La paja en el ojo de Dios            | 1974                 | Larry Niven & J.E. Pournelle    | novela    | Moties series     |
| West of Honor                        | 1976                 | J.E. Pournelle                  | novela    | Falkenberg series |
| The Mercenary                        | 1977                 | J.E. Pournelle                  | novela    | Falkenberg series |
| King David's Spaceship               | 1980                 | J.E. Pournelle                  | novela    | Moties series     |
| Reflex                               | 1982                 | Larry Niven & J.E. Pournelle    | cuento    | Moties series     |
| In Memoriam: Howard Grote Littlemead | 1984                 | Larry Niven                     | poema     | Moties series     |
| The Burning Eye                      | 1988                 | varios                          | antología | War World series  |
| Prince of Mercenaries                | 1989                 | J.E. Pournelle                  | novela    | Falkenberg series |
| Falkenberg's Legion                  | 1990                 | J.E. Pournelle                  | antología | Falkenberg series |
| Death's Head Rebellion               | 1990                 | varios                          | antología | War World series  |
| Go Tell the Spartans                 | 1991                 | S. M. Stirling & J.E. Pournelle | novela    | Falkenberg series |
| Sauron Dominion                      | 1991                 | varios                          | antología | War World series  |
| Revolt on WarWorld                   | 1992                 | varios                          | antología | War World series  |
| Prince of Sparta                     | 1993                 | S. M. Stirling & J.E. Pournelle | novela    | Falkenberg series |
| Blood Feuds                          | 1993                 | varios                          | antología | War World series  |
| El tercer brazo                      | 1993                 | Larry Niven & J.E. Pournelle    | novela    | Moties series     |
| Blood Vengeance                      | 1994                 | varios                          | antología | War World series  |
| Invasion                             | 1994                 | varios                          | antología | War World series  |
| The Prince                           | 2002                 | S.M. Stirling & J.E. Pournelle  | antología | Falkenberg series |
| The Battle of Sauron                 | 2007                 | varios                          | antología | War World series  |
| Discovery                            | 2010                 | varios                          | antología | War World series  |
| Outies                               | 2011                 | J.R. Pournelle                  | novela    | Moties series     |
| Takeover                             | 2011                 | varios                          | antología | War World series  |
| Jihad!                               | 2012                 | varios                          | antología | War World series  |
| The Lidless Eye                      | 2013                 | varios                          | antología | War World series  |
| Cyborg Revolt                        | 2013                 | varios                          | antología | War World series  |

«Historias del CoDominio (The CoDominium Stories) (Serie)». Consultado el 24 de enero de 2016.
- Datos: Q5137532